# Germain-Hyacinthe de Romance
Germain-Hyacinthe de Romance, marquis de Mesmon (Paris, 23 novembre 1745 à Paris - Neuilly-sur-Seine, 2 mars 1831) est un officier et écrivain français.

## Biographie
Il est le fils du marquis d'Acy-Romance, Hugues-Étienne de Romance, comte d'Auteuil et seigneur de Mesmont et frère du marquis Godefroy de Romance. Il est donc l'oncle de Adèle Romany. Franc-maçon, il appartenait à la loge de Saint Jean d'Écosse du Contrat social. Il est lieutenant-colonel d'infanterie aux ordres de Louis V Joseph de Bourbon-Condé, sous l'Ancien Régime, puis il s'exile en Allemagne, sous la Révolution.

## Émigration
Germain Hyacinthe de Romance émigre au temps de la Révolution française.
Son périple est varié : Major-général en 1792, à l'avant-garde de l'éphémère Armée des princes, forte de 10.000 hommes,  créée en Allemagne, à Trèves, sous l'égide des frères de Louis XVI, le Comte de Provence et le comte d'Artois, il subit le licenciement de cette formation le 24 novembre 1792 , après la victoire française de Valmy.
Réfugié à Hambourg, à la fin de l'année 1792,  il exerce les fonctions d'éditeur et de journaliste.Il écrit des articles pour le journal des émigrés, Le Spectateur du Nord. Il contribue au journal Le Réveil et au journal Le Censeur.
Au cours des années 1800, il est délégué par Louis XVIII, prince en exil, en Russie, à la cour de Saint-Petersbourg, auprès du Tsar Alexandre Ier. Conseiller du tsar , il est nommé commandeur de l'Ordre de Sainte-Anne de Russie.
En 1817, rentré en France sous la Restauration,  il est délégué, en tant que Ministre plénipotentiaire,  par le roi Louis XVIII auprès du roi de Danemark, Christian VIII
Il est inhumé au cimetière du Mont-Valérien à Suresnes.

## Œuvres
- Éloge du docteur Quesnay, Firmin-Didot, 1775.
- Éloge de Suger, abbé de Saint-Denis, premier ministre sous les règnes de Charles le Gros et de Louis le Jeune, et régent du royaume , Amsterdam, 1779.
- Oraison funèbre de ma petite chienne, Bruxelles,1784.
- Portrait de Cléobuline - La Maison de Myrtho, Paris, veuve Pion[réf. nécessaire], 1785.
- Recherches philosophiques sur le sens moral de la fable de Psyché et de Cupidon (Hambourg 1798)
- De la Liberté de pensée et de la  Liberté de la Presse, éd. Mongie aîné, Paris, 1818.

### Traductions
- William Dalrymple, Voyage en Espagne et en Portugal dans l’année 1774, Bruxelles, 1783 (Travels Through Spain and Portugal in 1774): traduit de l'anglais par un officier français (G-H de Romance-Mesmon). Paris, Vollant, 1787.
- Henry Lloyd, Introduction à l’histoire de la guerre en Allemagne en 1756, tome 1, Londres, 1784 (History of the Late War): La Philosophie de la Guerre, (extrait par G. Imbert des Mémoires politiques et militaires du général Lloyd), Paris , 1790.

Certains de ces livres sont conservés à la Médiathèque Voyelles de Charleville-Mézières.[pertinence contestée]

## Sources
- Série T, Archives nationales, Paris, T 51, Papiers de Germain Hyacinthe de Romance, marquis de Mesmon.